# Agrotis balearica
Agrotis balearica là một loài bướm đêm trong họ Noctuidae.